# Monday’s Rain / All of My Life
A kislemez az első olyan kislemez, ami a Spin kiadó címkéje alatt jelent meg, valamint Ossie Byrne stúdiójában lett rögzítve, a producer Nat Kipner és a hangmérnök pedig  Ossie Byrne.

## Közreműködők
- Barry Gibb – ének, gitár
- Robin Gibb – ének,  gitár
- Maurice Gibb – ének,  gitár, zongora
- John Robinson – basszusgitár
- Colin Petersen – dob
- Steve Kipner – vokál
- hangmérnök – Ossie Byrne

## A lemez dalai
A oldal: Monday’s Rain  (Barry Gibb) (1965), mono 2:58, ének: Barry Gibb, Robin Gibb

B oldal: All of My Life  (Barry Gibb) (1965), mono 2:36, ének: Barry Gibb